# Pahoroides confusa
Espèce
Pahoroides confusa est une espèce d'araignées aranéomorphes de la famille des Physoglenidae.

## Distribution
Cette espèce est endémique de Nouvelle-Zélande. Elle se rencontre dans la région du Northland dans l'île du Nord.

## Description
Le mâle holotype mesure 2,362 mm et la femelle paratype 1,811 mm.

## Publication originale
- Fitzgerald & Sirvid, 2011 : A revision of the genus Pahorides (Araneae: Synotaxidae). Tuhinga, vol. 22, p. 1-17 (texte intégral).